# École nationale de la magistrature
Pour les articles homonymes, voir ENM.
L'École nationale de la magistrature (ENM) est l'unique école de formation des magistrats de l'ordre judiciaire en France. Située dans le centre-ville de Bordeaux, elle est fondée en 1958 sous le nom de « Centre national d'études judiciaires ».
Sa mission est d'assurer le recrutement et la formation professionnelle des auditeurs de justice, ainsi que la formation continue des magistrats en poste.

## Historique
Créée le 22 décembre 1958 sous le nom de « Centre national d'études judiciaires », l'École nationale de la Magistrature a pris sa dénomination actuelle en 1970.
Le Centre national d’études judiciaires s’installe tout d’abord à Paris (place Vendôme au ministère de la Justice puis rue de la Faisanderie) et ensuite en 1960, par une décision significative de décentralisation à cette époque, à Bordeaux (17 cours Xavier Arnozan dans l’attente du nouveau bâtiment inauguré en 1972).
Durant les années 1970, le Syndicat de la magistrature exerce une influence prépondérante au sein de l'ENM. Alors qu'il se radicalise dans une idéologie fortement marquée par le marxisme, sa démarche pédagogique s'exerce au sein de la nouvelle école de magistrature.
En janvier 1989, Hubert Dalle, ancien secrétaire général du Syndicat de la magistrature, exerce la fonction de directeur de l'ENM.
Michel Dobkine dirige l'ENM d'octobre 2005 à mai 2007, date à laquelle il est nommé directeur de cabinet du garde des Sceaux, Rachida Dati.
De septembre 2007 à février 2012, Jean-François Thony est directeur de l'ENM. Il est chargé, en 2008, d'appliquer la réforme de l'école, conséquence notamment de l'affaire d'Outreau. Parmi les modifications de cette réforme se trouve la possibilité d'intégrer l’établissement par la voie parallèle, ce qui représente en 2011 40 % des recrues de l'ENM.
L'évolution à long terme depuis les années 1980 voit une très large féminisation des élèves de l'ENM : 81 % de femmes en 2012, 74 % en 2021,. Cette proportion reflète la féminisation des études de droit dans la mesure où 70 % des étudiants licenciés en droit sont des femmes.
Par ailleurs, l'évolution de l'école passe aussi par une diversification des profils : environ 50 % des élèves magistrats sont désormais des professionnels en reconversion. L'âge moyen des promotions a ainsi grandement évolué passant de 25 ans en 2003 à 29 ans en 2022, promotion dont l'élève le plus âgé a 45 ans.
En butte aux critiques de certains hommes politiques tels Henri Guaino ou François Fillon qui affirment que l'ENM ne serait pas assez ouverte, son directeur de l'époque, Xavier Ronsin, souligne au contraire que l'ENM est une école « métiers » d'application du droit qui n'a pas d'approche politicienne des situations. Il affirme que « l'école n'est pas une fabrique à robots et souligne que l'école « ne façonne pas des personnalités qui, de toute façon, sont déjà matures à leur arrivée, puisque l'âge moyen est de 28 ans ».
En mai 2015, Christiane Taubira annonce la nomination d'Emmanuelle Perreux, ex-présidente du Syndicat de la magistrature, au poste de directrice adjointe de l’École nationale de la magistrature (ENM). Elle sera chargée du recrutement et de la formation des magistrats.
En 2016, Olivier Leurent, juge reconnu pour son expérience de président d'assises, est nommé directeur de l'école après avoir été sélectionné par un comité consultatif composé de personnalités issues des mondes judiciaire et universitaire. L'objectif de ce mode de sélection inédit était de renforcer la transparence dans la gouvernance de l'école.
Le 7 octobre 2020, Nathalie Roret, vice-bâtonnière de l'ordre du barreau de Paris, devient la première femme et le premier non-magistrat à prendre la direction de l'ENM.

## Statut et mission
L’École nationale de la magistrature est un établissement public à caractère administratif placé sous la tutelle du garde des sceaux, ministre de la justice. Son siège est à Bordeaux. L'ENM dispose également d’un établissement à Paris, sur l’Île de la Cité.
L’École est administrée par un conseil d’administration et dirigée par un directeur. Le président et le vice-président du conseil d'administration sont respectivement le Premier président et le procureur général de la Cour de cassation (respectivement Christophe Soulard et  Rémy Heitz).
La loi organique portant statut de la magistrature (ordonnance no 58-1270 du 22 décembre) lui confie :
- l’organisation des concours d’accès ;
- la formation professionnelle des auditeurs de justice - futurs magistrats français ;
- la formation continue des magistrats français en fonction ;
- la contribution à la formation de futurs magistrats d’États étrangers liés à la France par des accords de coopération.

Le règlement intérieur de l'École organise son administration, son recrutement, la formation initiale des auditeurs de justice, la formation continue des magistrats, les formations professionnelles spécialisées, les activités internationales, ou encore la recherche et la documentation. 

### Directeurs
L'École nationale de la magistrature est dirigée par un directeur nommé par décret :
- 1959-1968 : Jean Balmary
- 1968-1971 : Philippe Souleau
- 1971-1974 : Pierre Waquet[26]
- 1974-1978 : Georges Liaras[27]
- 1978-1981 : Jean-François Burgelin
- 1981-1984 : Bernard Bacou
- 1985-1989 : Raymond Exertier
- 1989-1992 : Hubert Dalle [28]
- 1992-1996 : Daniel Ludet
- 1996-1998 : Dominique Main
- 1998-2002 : Claude Hanoteau (nl)
- 2002-2005 : Gilbert Azibert
- 2005-2007 : Michel Dobkine
- 2007 (intérim) : Véronique Malbec
- 2007-2012 : Jean-François Thony [29]
- 2012-2016 : Xavier Ronsin
- 2016-2020 : Olivier Leurent[30]
- depuis 2020 : Nathalie Roret

## Localisation, histoire du site et architecture

Façade du bâtiment de l'école à Bordeaux.

Peu après sa création, l'école est installée au 10 rue des Frères-Bonie, près du palais de justice de Bordeaux. Aujourd'hui le site est desservi par la ligne A du tramway de Bordeaux : station « Palais de Justice ».
Le site fut occupé naguère par le château du Hâ édifié en 1453 par Charles VII à l’issue de sa victoire contre les Anglais, afin d’asseoir l’autorité du roi de France sur la ville de Bordeaux. Il servit de prison lors de la Révolution française.
Du fort d’origine, rasé en 1835, il ne reste, outre une partie de l’enceinte, que deux tours : l’une située à l’extrémité ouest de la cour de l’ENM, l’autre au centre de cette cour. Une prison plus moderne, ainsi que le palais de justice sont construits à son emplacement. La prison du Hâ restera en fonction jusqu’en 1967, date de la création de la prison de Gradignan, près de Bordeaux. Néanmoins, la construction des locaux de l’ENM à son emplacement avait déjà été décidée dès 1960. Les travaux de construction de l'école ne commencent réellement qu'en 1969.
Le chantier est conduit d’après les plans de l’architecte Guillaume Gillet (1912-1987). 
L’architecte a pris en compte l’environnement historique des deux tours restantes du fort du Hâ pour composer une œuvre architecturale moderne et audacieuse. La tour ronde des Minimes sert de centre au développement de deux ailes orthogonales desservant par un hall arrondi en arc de cercle, tel un cloître ou une salle des pas perdus, propice à la réflexion et aux rencontres, les différentes salles du bâtiment : un vaste amphithéâtre, une bibliothèque, des salles de cours pour de petits groupes, une cafétéria… Une salle de conférences est même aménagée à l’intérieur de la très ancienne tour des Minimes. Une saillie en béton laisse deviner la cabine technique de l'amphithéâtre et son escalier. Le long déambulatoire du hall, dont la charpente apparente en lamellé-collé se décompose en voûtains revêtus de lambris de couleur acajou, donne sur la pelouse et la pièce d’eau d’un jardin intérieur. Vu de ce jardin à l'abri de l'agitation de la ville, la façade du hall apparaît rythmée en continu par des brise-soleil verticaux en aluminium, et une crête marque la jonction des toitures en cuivre des ailes.
L’école est inaugurée le 12 décembre 1972 par le garde des Sceaux René Pleven.
Initialement conçue pour accueillir des promotions de 100 auditeurs de justice, l’école se révéla bientôt trop exiguë. Aussi, de 1996 à 1998, des travaux d’extension (pour accueillir des promotions de 300 auditeurs) et de modernisation des bâtiments sont réalisés par l’architecte Richard Rogers, parallèlement à la construction du nouveau tribunal de grande instance. Ce n’est toutefois qu’en 2005 que s’est achevé l’aménagement de l’espace de promenade plantée de tilleuls longeant la rue des frères-Bonie entre le nouveau palais et l’école, qui porte maintenant le nom de Parvis des droits-de-l’Homme. À l'occasion du cinquantenaire de cette institution, les architectes designers Vincent Bécheau et Marie-Laure Bourgeois ont incrusté dans le sol un long ruban de métal sur lequel sont gravés le préambule et les 30 articles de la Déclaration universelle des droits de l'homme adoptée en 1948 par les Nations unies.
Le bâtiment a reçu le label « Patrimoine du XXe siècle » en 2007.
L’ENM possède une antenne parisienne sur l’île de la Cité au n°8 rue Chanoinesse.

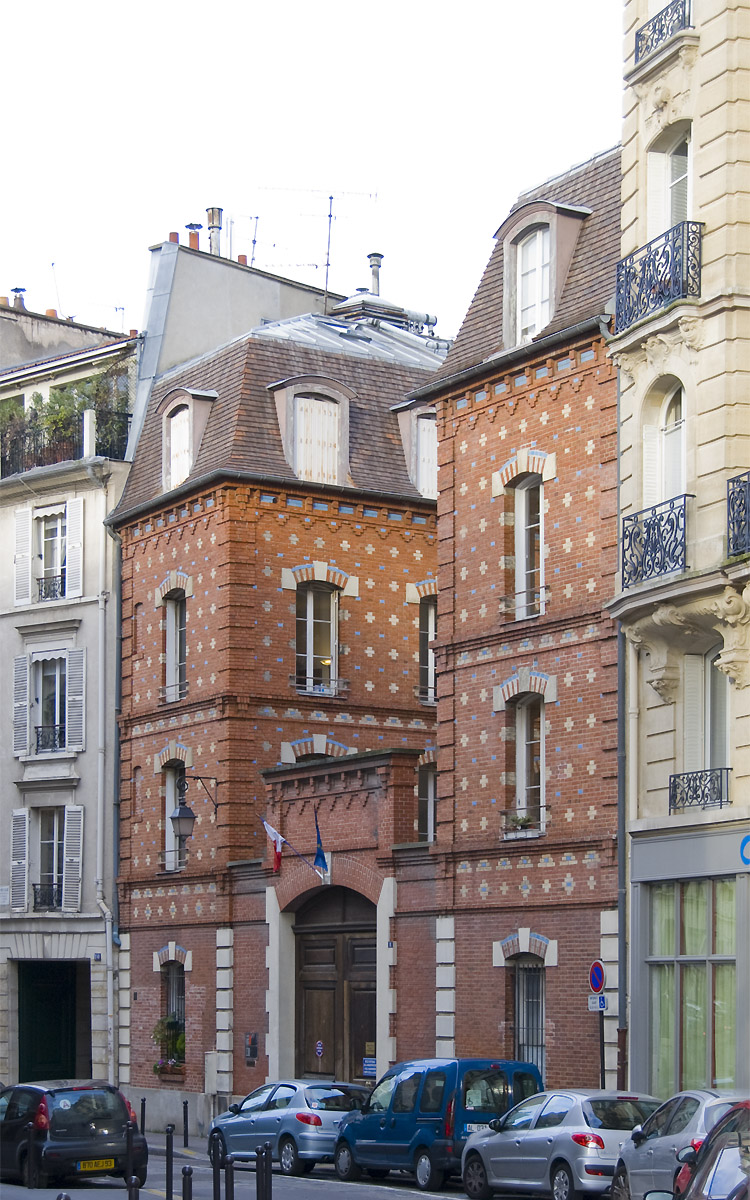
Antenne parisienne de l'ENM, n°8 rue Chanoinesse.

## Recrutement et formation initiale

### Des candidats au profil diversifié
L'école est chargée du recrutement de ses élèves, majoritairement par voie de concours. Ainsi, sur 335 nouveaux élèves recrutés en 2021 :
- 196 proviennent du concours externe ouvert aux candidats de moins de 31 ans et de niveau ≥ bac+4 ;
- 48 du concours interne à la fonction publique de moins de 48 ans
- 8 du concours ouvert aux professionnels du privé de moins de 40 ans avec 8 ans d'expérience professionnelle ;
- 83 en admission sur titres de juristes confirmés de 40 ans maximum[10],[37].

Afin de renforcer la diversité sociale du corps des magistrats, l’ENM a créé trois classes préparatoires prenant en compte les critères sociaux. Elle réserve un tiers des places par promotion aux candidats ayant une expérience professionnelle d’au moins quatre années.
Les concours d'accès à l'ENM sont sélectifs : en 2020, sur les 1 722 candidats autorisés à prendre part au premier concours, 196 ont été admis (11,2 %). Les concours d'accès à l'ENM sont réformés à compter de l'année 2020 avec notamment une réduction du nombre d’épreuves et une augmentation du coefficient des cas pratiques,.

### Une école d’application
La direction de la formation initiale, située à Bordeaux, conçoit et met en œuvre la formation des auditeurs de justice, en s’appuyant sur un cadre de référence européen. L’enseignement privilégie la pratique : simulation d’audience, travail en atelier, stages… Pendant 31 mois, les auditeurs confrontent la théorie et les méthodologies enseignées à la pratique professionnelle et aux réalités sociales, économiques et humaines.
- La formation initiale débute par deux semaines d'accueil au sein des locaux de l'ENM. S'ensuit un stage d'immersion de trois semaines, comprenant un stage d'une semaine auprès d'un Tribunal judiciaire, une semaine auprès de la Police nationale, et une semaine auprès de la Gendarmerie nationale. Ensuite, l'auditeur de justice effectue un stage de trois mois dans un cabinet d'avocats.
- Suit une phase d’acquisition des compétences fondamentales transversales communes à tous les métiers du magistrat : éthique, déontologie, écoute, conduite d’entretien, décision, acte de juger… Elle se compose d’une période d’études de 7 mois à Bordeaux, puis de 12 mois de stages en juridiction.
- Viennent alors deux mois de stages extérieurs à l’institution judiciaire française, en France (cinq semaines) et à l’étranger (trois semaines).
- Un apprentissage renforcé aux techniques des premières fonctions termine la formation. Sur la base de sa future affectation, l’auditeur bénéficie d’une préparation spécifique de 4 mois préalablement à sa première prise de poste.

### Sortie de l'ENM
En fonction des résultats obtenus tout au long de leur scolarité (notes d'examens et notes de stages), les auditeurs de justice sont classés du premier au dernier rang, et choisissent en conséquence leur première affectation sur une liste de postes vacants dressée par le ministère de la Justice.

### Traitement
Au 1er janvier 2020, le traitement brut d'un auditeur de justice pendant sa scolarité était de 1 682,28 euros par mois (indice 359) auquel il faut ajouter une indemnité de scolarité ou de stage selon le moment de la formation. Les auditeurs justifiant d'une activité professionnelle antérieure d'au moins trois ans perçoivent, en supplément à ce salaire, une indemnité forfaitaire mensuelle dont le montant varie en fonction de la durée de l'emploi en question (300 euros à 1 000 euros nets par mois environ). Pour les fonctionnaires titulaires, le traitement indiciaire augmenté de l’indemnité forfaitaire mensuelle peut être complété d'une indemnité compensatrice si ce total demeure inférieur au traitement indiciaire versé par leur administration d’origine.
Le salaire de départ d'un magistrat est d'environ 2 700 € nets par mois, d'environ 5 500 € en milieu de carrière pour atteindre environ 8 900 € en fin de carrière et au grade le plus élevé (primes incluses et taxes déduites).

## Formation continue
La direction de la formation continue, basée à Paris, conçoit et organise les actions de formation destinées aux magistrats français. Elle contribue au développement personnel, au renforcement des compétences techniques et à l'approfondissement des connaissances des magistrats pendant toute leur vie professionnelle.

### Tout au long de la carrière
Depuis le 1er janvier 2008, les quelque 9 000 magistrats de l'ordre judiciaire sont tenus de se former chaque année. La formation continue s’inscrit dans le prolongement de la formation initiale. Elle garantit l’actualisation et l’approfondissement des connaissances des magistrats. Elle accompagne également les magistrats nommés sur des fonctions jamais exercées auparavant.

### Les modes d’enseignement
L’offre de formation distingue trois grandes formules :
- près de 300 actions de formation sont proposées aux magistrats sous forme de sessions de formations approfondies sur des thèmes techniques et/ou de société ; de cycles de réflexion et de production de connaissances par les participants ; de colloques ; de séminaires ; de conférences…
- une cinquantaine de stages sont offerts aux magistrats tant en France qu'à l'étranger, dans des juridictions, des entreprises, des organisations internationales ou des administrations ;
- des formations spécialisées diplômantes, diplômes universitaires ou masters, sont conçues en collaboration avec les universités. Elles traitent des thèmes tels que la criminalité organisée, le contentieux pénal économique et financier, la santé publique, etc. afin de faire des magistrats de véritables experts dans leur domaine.

Par ailleurs, l’ENM apporte un appui à la formation continue déconcentrée organisée à l’initiative de la Cour de cassation et des 35 cours d’appel françaises. Elle participe à  l’élaboration et à la mise en œuvre de ce programme de formation ainsi qu’à son financement.

## Coopération internationale
Depuis sa création, l’ENM est active dans le domaine international. Ainsi a-t-elle noué des relations de coopération technique avec de nombreux pays, basées sur un principe de confiance et de réciprocité.

### Trois axes forts
L’action internationale de l’école se décline sous trois formes :
- l’ENM dispense des actions de formation, initiale ou continue, destinées à des magistrats étrangers ;
- elle intervient régulièrement dans des programmes de coopération technique, définis de façon bilatérale avec un pays ou un institut de formation de magistrats partenaire, sur des sujets comme l’expertise ou l’audit de formation ; les jumelages…
- elle participe aux appels d’offres lancés par la Commission européenne, dans le cadre des divers programmes de l’Union européenne au profit des nouveaux États-membres, des pays candidats à l’entrée dans l’Union européenne ou des pays tiers. Il s’agit, par exemple, d’apporter une aide technique aux instituts de formation étrangers qui se créent ou souhaitent se professionnaliser.

### La formation des magistrats étrangers
Chaque année, près plusieurs milliers de magistrats étrangers bénéficient, dans leur pays ou en France, des actions de formation organisées par le département international de l’école. Sans citoyenneté française cependant, ils ne sont pas éligibles à être formés à l’exercice de la magistrature en France. Plus d’une douzaine de cycles, de séminaires ou de sessions se déroulent à l’ENM. Une soixantaine d’actions de formation sont dispensées à l’étranger par l’ENM. À cela s’ajoutent les programmes d'aide communautaire aux pays d'Europe centrale et orientale (Phare) financés par l’Union européenne dans lesquels l’ENM a développé un savoir-faire reconnu, en matière de formation communautaire, au bénéfice de pays candidats à l’adhésion de l'Union européenne. L'ENM participe au renforcement de huit écoles de la magistrature étrangères, pilote le Réseau européen de formation judiciaire et joue un rôle important au sein de l’International Organization for Judicial Training. Ces formations sont financées par les pays demandeurs ou des bailleurs internationaux, sans peser sur le budget de l’ENM.

## Élargissement de la formation
L’ENM étend en 2017 sa formation à de nouveaux publics : formation de 10 000 nouveaux conseillers prud’homaux, des magistrats honoraires ayant une activité juridictionnelle, des magistrats exerçant à titre temporaire, des assistants spécialisés et des juristes assistants.
Un service e-formation, créé en 2015, a déjà produit une cinquantaine de parcours de formation à distance utilisés en formation initiale comme en formation continue.

## Galerie

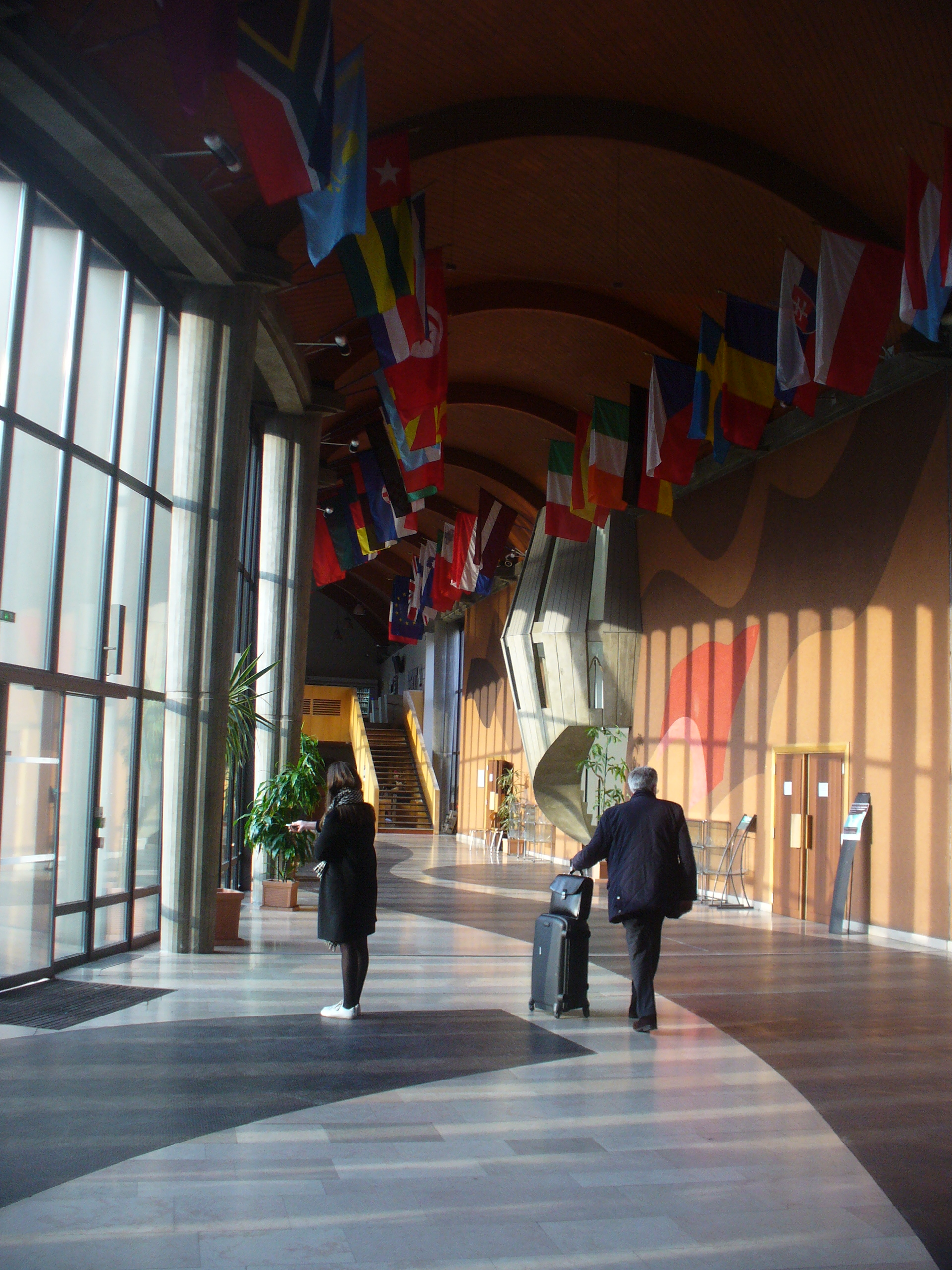
Hall et cabine technique en saillie.
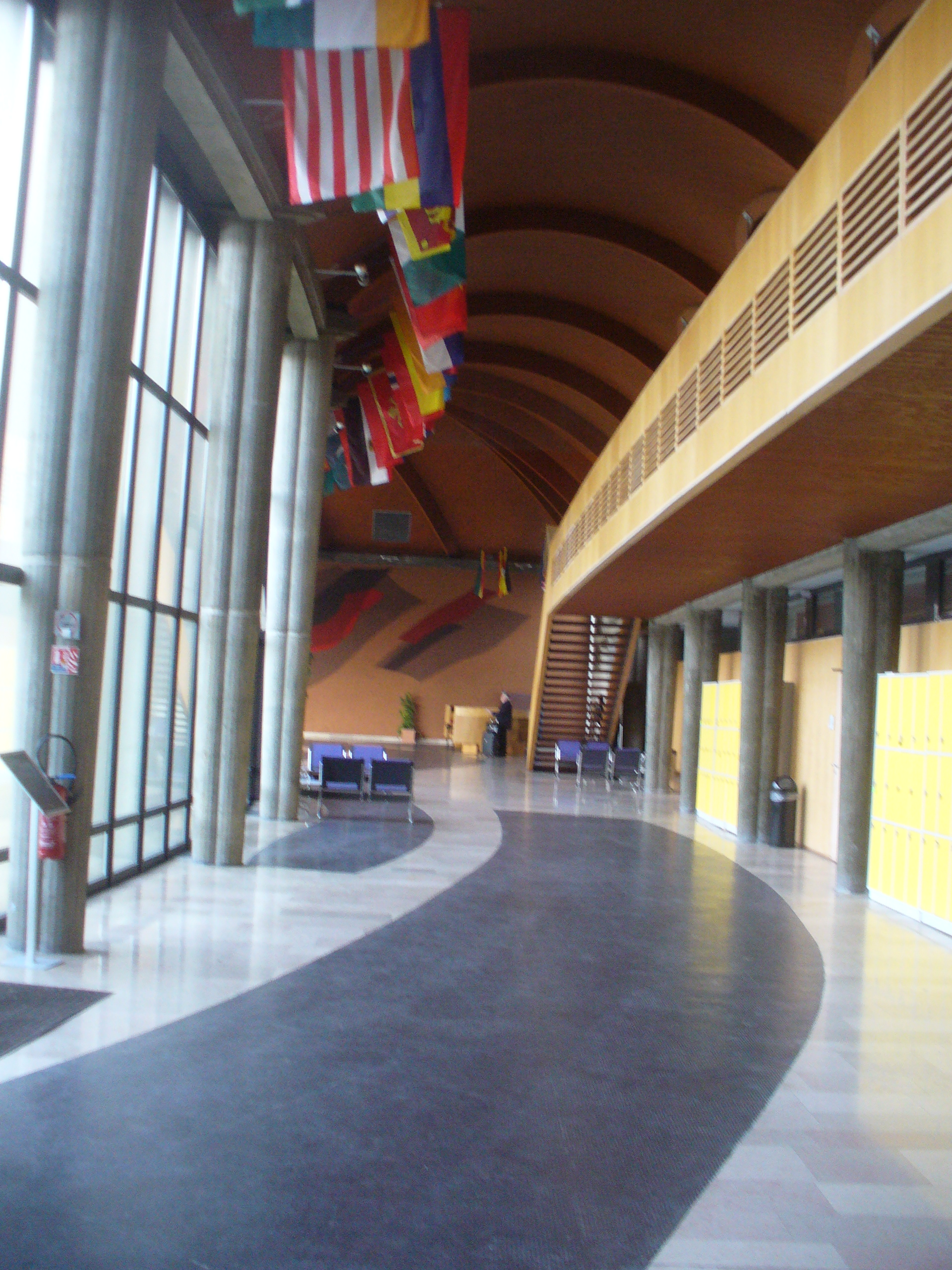
Hall et mezzanine.
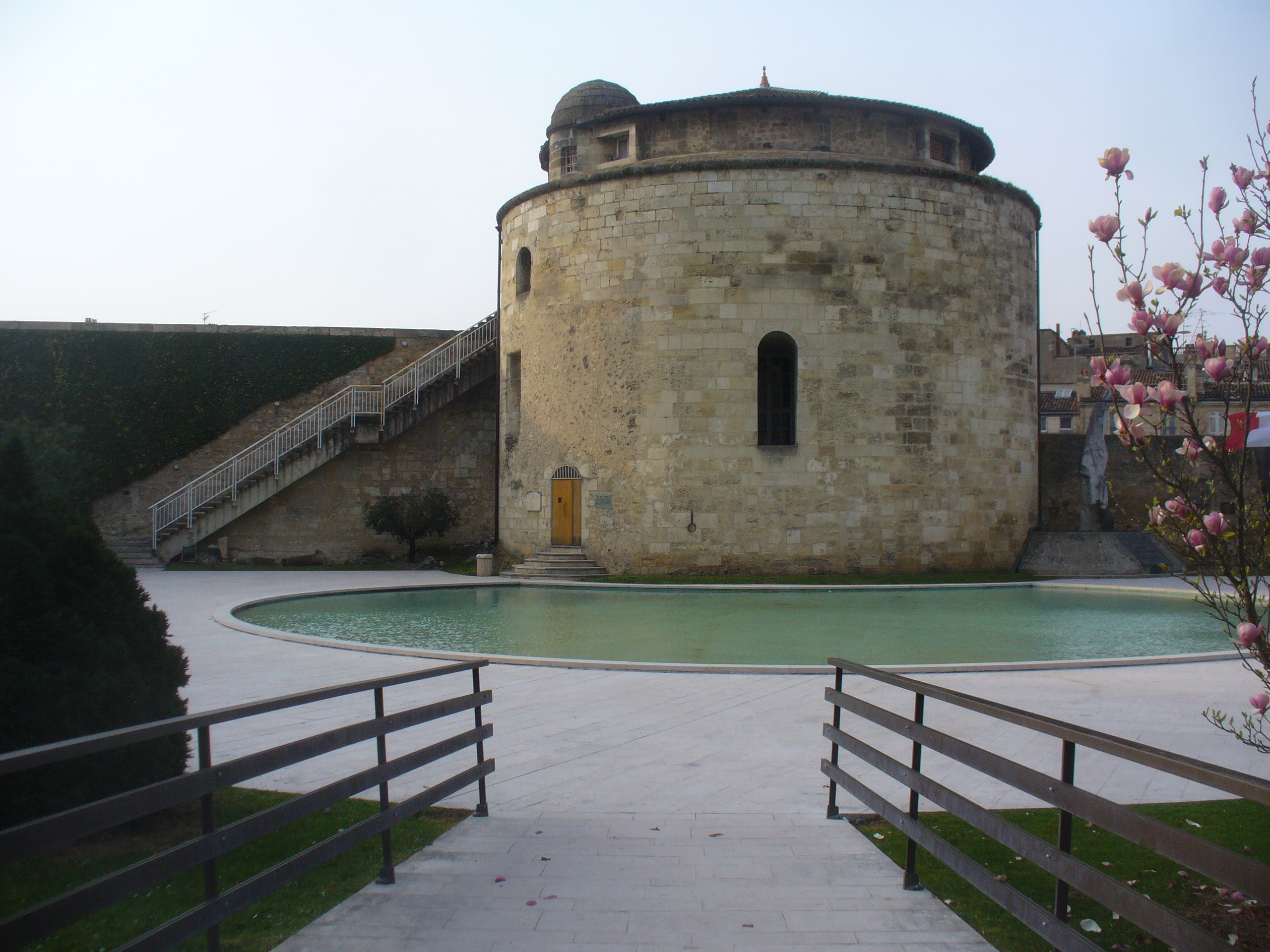
Tour des Minimes vue du jardin.
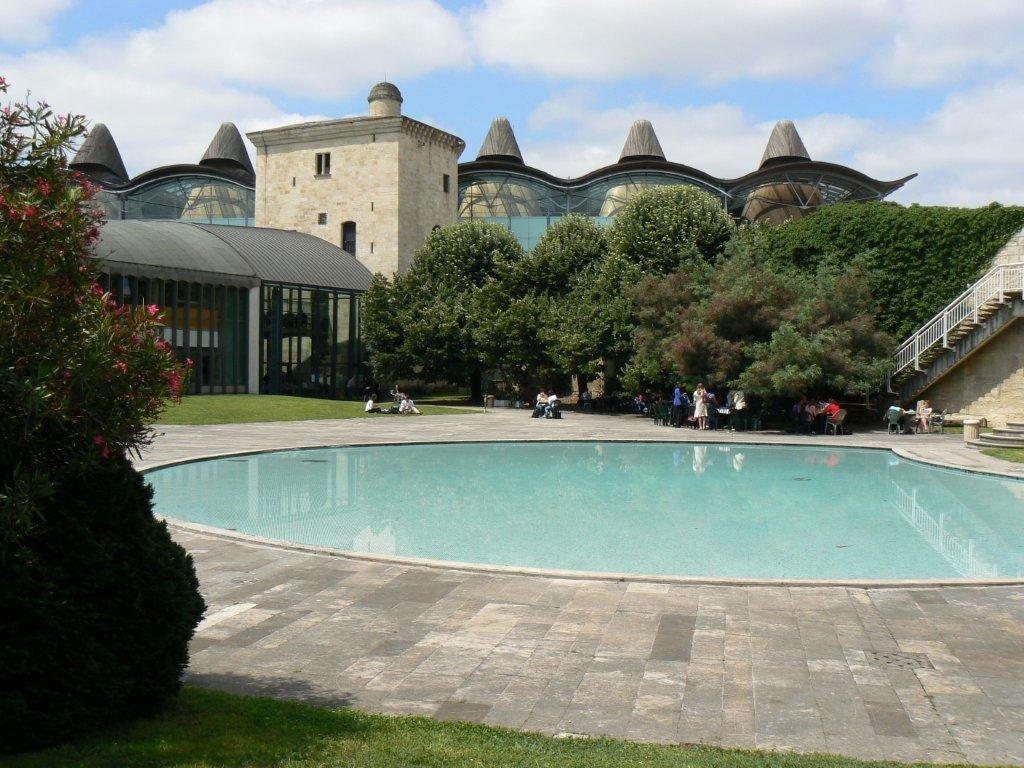
Tour des Anglais vue du jardin.
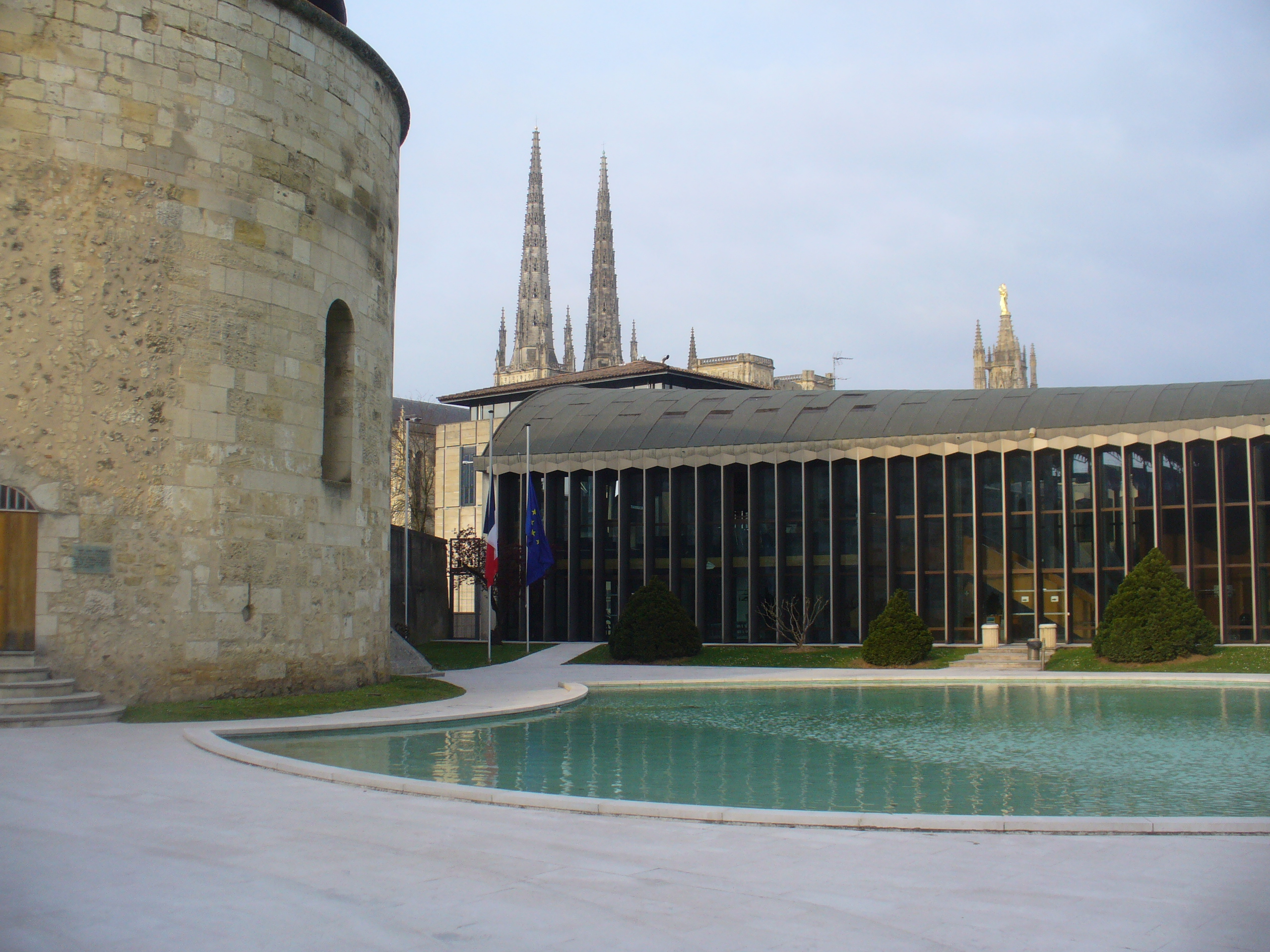
Vue vers la cathédrale.

## Nom de baptême des promotions
Le baptême de la promotion est une tradition qui remonte au début des années 1980. Ce choix revient aux étudiants.
- 1980 A : Juge Michel
- 1984 : Honoré Daumier
- 1993 : Giovanni Falcone
- 1994 : Cécile Vigny[réf. nécessaire]
- 1995 : Alfred Dreyfus
- 1996 : Appel de Genève
- 1997 : Paul Didier
- 1998 : René Cassin
- 1999 : Nelson Mandela
- 2000 : José Francisco Querol Lombardero[47]
- 2001 : Antoine de Saint-Exupéry
- 2002 : Robert Badinter
- 2003 : Simone Veil
- 2004 : Shirin Ebadi
- 2005 : Baltasar Garzón
- 2006 : Bernard Borrel
- 2007 : Eva Joly
- 2008 : Carla Del Ponte
- 2009 : Raymond Depardon
- 2010 : Albert Camus
- 2011 : Myriam Sanchez[48]
- 2012 : Olympe de Gouges
- 2013 : Monique Mabelly
- 2014 : René Parodi
- 2015 : Victor Hugo
- 2016 : Toussaint Pierucci[49]
- 2017 : Association YARSAV
- 2018 : Fraternité
- 2019 : Juliette Devynck[50]
- 2020 : Gisèle Halimi
- 2021 : Simone Rozès
- 2022 : Tribune des 3000[51]
- 2023 : François Molins
- 2024 : Renaud Van Ruymbeke[52]
- 2025 : État de droit[53]